# Museo di storia naturale (Rosignano Solvay)
Il Museo di storia naturale è un museo con sede a Rosignano Solvay gestito dall'Associazione Amici della Natura organizzazione no-profit; ha ingresso libero.

## Storia
Il museo nasce in modo estemporaneo nel 1966 quando un gruppo di ragazzi mette in mostra alcuni insetti raccolti durante il soggiorno in colonia in provincia di Pistoia. Nel tempo il materiale esposto nel museo è cresciuto e l'associazione si occupa oltre che di gestire la fruizione al pubblico anche di organizzare conferenze e attività divulgative e scientifiche.
Nel 1983 è entrato nella piattaforma associativa del museo il gruppo micologico locale, sezione locale dell'Associazione Gruppi Micologici Toscani.
Dallo scorso 13 marzo 2015, il museo ospita ufficialmente una delle sedi dell'Osservatorio toscano dei cetacei (OTC).

## Raccolte, attività e percorsi
Le sale del museo raccolgono diverso materiale: conchiglie, minerali, reperti fossili, insetti e rettili. All'interno dell'area è presente un erbario, una mostra permanente paleoantropologia ed un orto botanico.
Vengono periodicamente svolte sia attività didattiche aperte al pubblico, che ha anche a disposizione una biblioteca oltre che una diateca e una videoteca, e conferenze con esperti e scienziati. I gruppi di studio attivi nel museo oltre a svolgere queste attività prettamente didattiche, si occupano anche della ricerca sul territorio di nuovi reperti.
Dal 2006, il Museo, e l'Associazione "Amici della Natura Rosignano" che lo gestisce dal 1992, organizza il congresso "Codice Armonico", il congresso di scienze naturali della regione Toscana. Il congresso, a cadenza biennale, ha una sezione scientifica e una sezione divulgativa e rappresenta un luogo di confronto tra naturalisti, ricercatori e operatori museali. Al congresso vengono affrontate tematiche molto varie, dalla mineralogia alla chimica ambientale, dalla zoologia alla biologia marina.